# Lycus Sulci

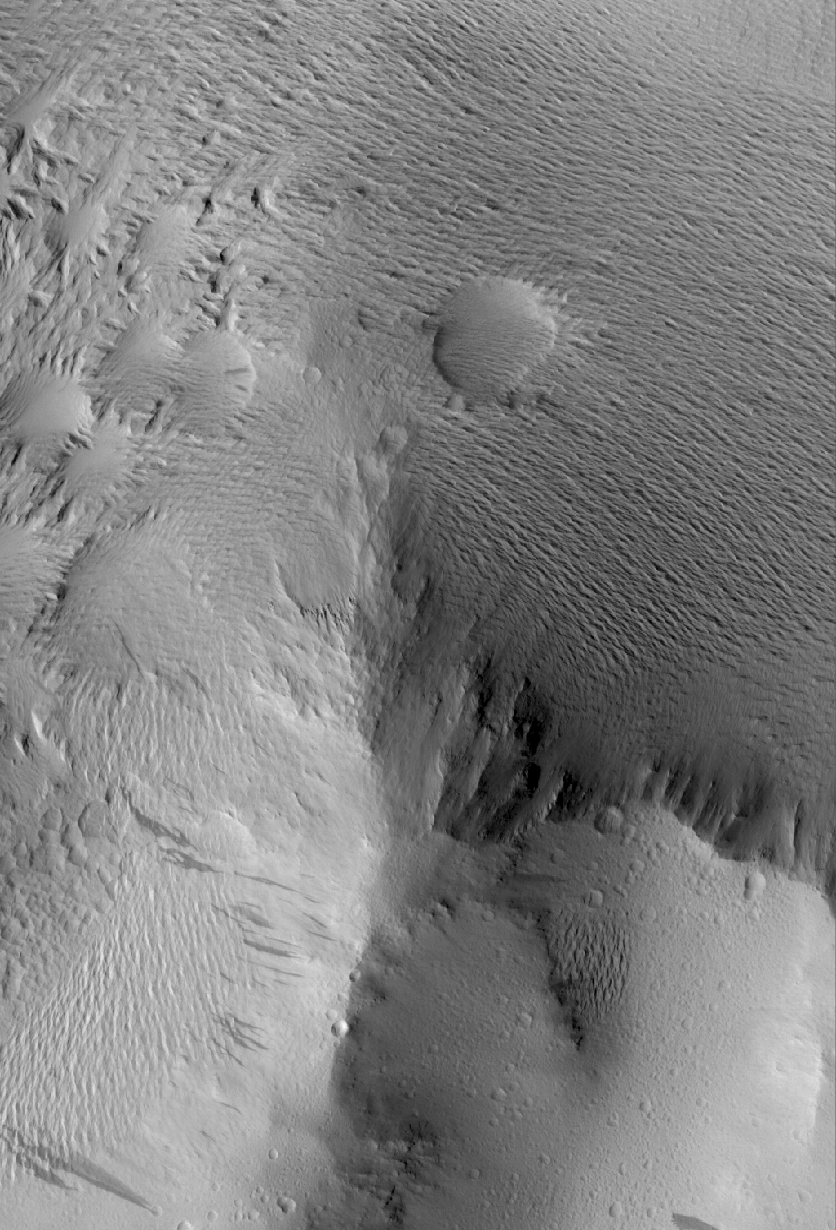
Malé pohoří v oblasti Lycus Sulci. Obrázek (jeho šířka) pokrývá oblast ~3 km

Lycus Sulci je rozsáhlá propadlina s deformovanou kůrou na povrchu Marsu, která se nachází na severní polokouli severně až západně od štítové sopky Olympus Mons na kontaktu s hladší oblastí Amazonis Planitia, která se rozkládá převážně na západě až severozápadě. Severně od Lycus Sulci je zlomový systém Acheron Fossae a na východě menší útvar Cyane Sulci, dále na východ se pak nachází lávové pole vzniklé erupcemi starého štítového vulkánu Alba Patera.
Pojmenována byla v roce 1976 z řečtiny dle klasického albedového jména. Propadlina se rozkládá mezi 12,5° severní šířky až 34,9° a 130,9° západní délky až 150,9° délky. Táhne se přes 1 350 km.

## Mořské pobřeží?

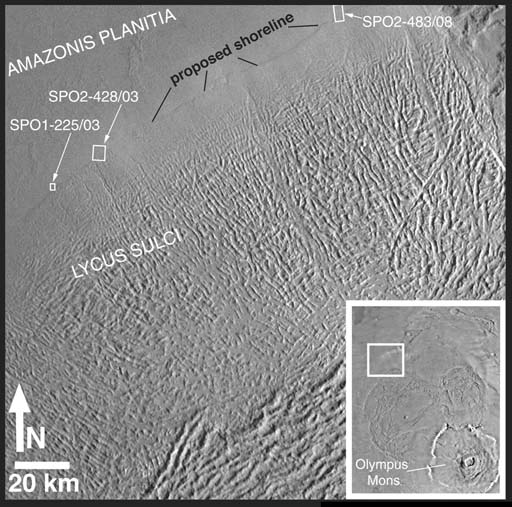
Předpokládaný přechod mezi souší a mořem v 70. letech 20. století (sonda Viking)

Oblast byla fotografována již během mise amerických sond Viking, které přinesly snímky ukazující ostrý přechod mezi vyvýšenou částí Lycus Sulci a planinou Amazonis. Tento přechod vedl některé vědce k tomu, že začali pracovat s myšlenkou, že se jedná o pozorovatelný přechod mezi prapůvodním oceánem existujícím v severních šířkách a tehdejší pevninou. Pozdější vyhodnocení snímků ale neprokázalo, že by se jednalo o pobřežní linii vzniklou erozivní činností vln. Oproti předpokladu se nepodařilo najít jasnou hranici útesů, ale snímky ukazovaly postupný přechod z vyšších oblastí do nížin. Na druhou stranu je otázka, jestli třetinová gravitace a absence přílivu a odlivu –podobného, jako je na Zemi (Mars nemá hmotný měsíc jako Země), by vůbec umožnila vznik útesového rozhraní ve formě, známé ze Země.